# Live at the Cavern Club
Live at the Cavern Club je záznam koncertu Paula McCartneyho, který byl v roce 1999 vydán na DVD. Koncert byl natáčen 14. prosince 1999 v Cavern Clubu a režie se ujal Geoff Wonfor.

## Seznam skladeb
1. Honey Hush
2. Blue Jean Bop
3. Brown Eyed Handsome Man
4. Fabulous
5. What it is
6. Lonesome Town
7. Twenty Flight Rock
8. No other Baby
9. Try Not To Cry
10. Shake A Hand
11. All Shook Up
12. I Saw Her Standing There
13. Party